# Jules Gosselet
Jules-Auguste Gosselet, né le 19 avril 1832 à Cambrai et mort le 20 mars 1916 à Lille, est un géologue français. Premier titulaire de la chaire de géologie de la Faculté des sciences de Lille en 1864 et fondateur de la Société géologique du Nord en 1870, il a contribué par son enseignement à l'essor de la géologie appliquée en France et en Belgique. Ses nombreux travaux scientifiques ont notamment été récompensés par la médaille Murchison de la Geological Society of London en 1882 et l'élection au rang de membre non résidant de l'Académie des sciences en 1913.

## Biographie
Jules Gosselet est né le 19 avril 1832 à Cambrai dans le département du Nord en France. Son oncle, le médecin Auguste Gosselet, a présidé la Société des sciences, de l'agriculture et des arts de Lille, qui favorisa l'essor des sciences à Lille. Son père, pharmacien installé à Landrecies, souhaite le voir suivre le même chemin. Il étudie au collège de Landrecies, puis obtient son baccalauréat au Lycée Albert-Châtelet de Douai, mais il abandonne rapidement ses études de pharmacie au profit des sciences naturelles et de l'enseignement.
Il est quelque temps chargé de cours au lycée du Quesnoy, puis prépare une licence ès sciences à la Faculté des sciences de Paris et se passionne pour la géologie. Il se fait remarquer par le Professeur Constant Prévost, géologue de renommée internationale, qui le fait nommer préparateur de géologie à la Sorbonne, et qu'il considère comme son mentor. Il entame sa carrière universitaire le 8 octobre 1852 et multiplie les recherches. Il prononce dès 1857 une conférence sur la stratigraphie des carrières d'Étrœungt. En 1860, il présente sa thèse de doctorat intitulée « Mémoire les terrains primaires de Belgique et des environs d'Avesnes et du Boulonnais».
Il rejoint la Société géologique de France le 16 juin 1856, parrainé par Edmond Hébert et Achille Delesse, alors qu'il habitait Paris (rue des fossés-Saint-jacques) et était depuis plusieurs années l'élève et le préparateur de Constant Prévost, enseigne la physique et la chimie au lycée de Bordeaux, puis est chargé du cours d'histoire naturelle à la faculté des sciences de Poitiers.
En 1864, La ville de Lille, sa Société des Sciences et le Ministère ouvrent une chaire de Géologie dans la jeune Faculté des sciences de Lille (dont Louis Pasteur a été le premier Doyen) ; Gosselet, alors âgé de 32 ans s'y voir confier la chaire de géologie où il développe un enseignement géologique de haut niveau. Un an plus tard, il s'inscrit dans la Société des Sciences de Lille (en 1865) ; il en est secrétaire général de 1869 à 1875, période durant laquelle il fonde (en 1870) la Société géologique du Nord.
Il enseigne les cours de minéralogie et géologie à l'Institut industriel du Nord (École centrale de Lille) à partir de 1872.
En 1894, il est nommé président de la société géologique de France dont il va cette année-là présider toutes les réunions bimensuelles à Paris.
Il fonde en 1902 le « Musée Gosselet » consacré à ses collections minéralogiques et paléontologiques. En 1913, il est élu membre non résident de l'Académie des sciences.
L’explosion du dépôt de munitions des Dix-huit Ponts, le 11 janvier 1916, détruit en partie le musée Gosselet. « C'est en tentant de réparer, tant bien que mal, le plus gros des dégâts pour sauvegarder ses collections, qu'il contracta la maladie dont il mourut très rapidement le 20 mars 1916, à 83 ans ». Sa veuve, Marthe-Sophie Dollez, décède huit ans plus tard, en octobre 1924.

## Prix Jules-Gosselet

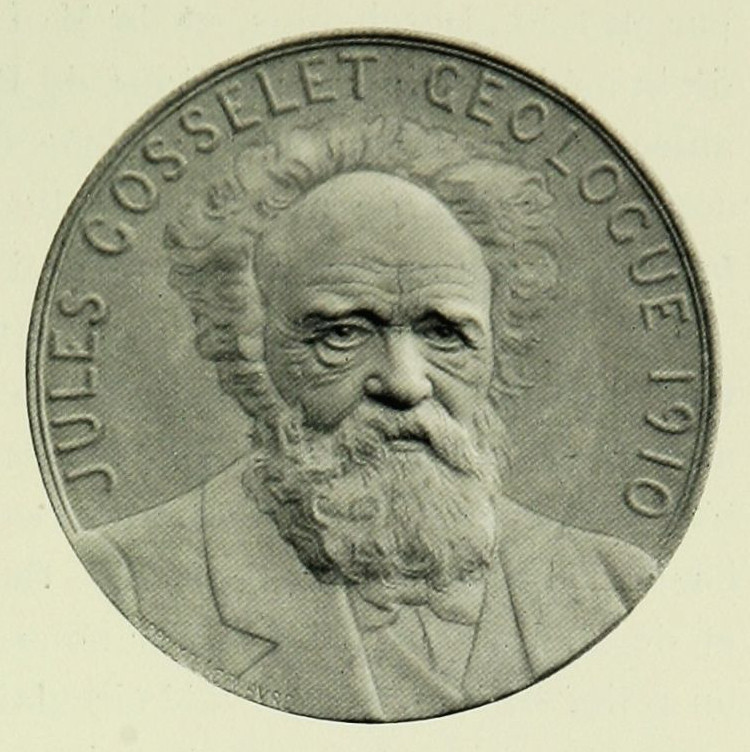
Médaille du prix Jules Gosselet réalisée par Hippolyte Lefèbvre.

Créé en 1910 à l'initiative de Jules Gosselet pour favoriser les progrès de la géologie appliquée, ce prix est décerné tous les quatre ans par la Société géologique de France. Initialement il s'agit surtout d'encourager les travaux liés aux gisements de houille et à l'hydrologie. De nos jours, il récompense toujours des recherches consacrées à l'eau, à l'environnement ou au génie civil. Il est décerné alternativement à un membre d'une académie et à un praticien.
Le premier lauréat du prix Jules-Gosselet est René Nicklès en 1911.
Ce prix est à distinguer du prix Gosselet et de la médaille éponyme décernés par la Société des sciences, de l'agriculture et des arts de Lille depuis 1904.

## Musée Gosselet
Jules Gosselet et ses élèves ont collecté de très nombreux échantillons de roches, minéraux et fossiles qui ont permis l'ouverture de deux musées, aujourd'hui rattachés au musée d'Histoire naturelle de Lille.

« Dans notre vie de géologue, chaque fois que nous rencontrons un rocher,
nous lui demandons son nom, son âge, pourquoi il est là, comment il s’est formé,
et pour ne pas oublier ses réponses, nous en rapportons un fragment dans nos collections »

— Jules Gosselet
Afin de protéger et étudier ces collections, Jules Gosselet crée en 1877 un musée de géologie et de minéralogie. Le musée Gosselet est inauguré en novembre 1902, après le transfert des collections dans des locaux jouxtant ceux de la Faculté des Sciences et qu'elles occupent encore aujourd’hui (rue de Bruxelles, à Lille). Charles Barrois succède à Jules Gosselet en 1903 comme conservateur et crée en 1907 le musée houiller. En 1909, les collections se composent de 40 000 échantillons minéralogiques et de 60 000 fossiles. De nombreux échantillons ont été perdus, volés ou détruits lors des évènements liés aux deux guerres mondiales et du transfert de la Faculté des sciences de Lille vers le campus de Villeneuve-d'Ascq en 1966. Il subsiste aujourd'hui 25 000 roches et minéraux et 50 000 fossiles collectés entre 1850 et 1920 par Jules Gosselet et ses disciples.
Ces deux musées, partiellement tombés en désuétude après le transfert de l'université, font désormais partie du musée d'Histoire naturelle de Lille. En 2002, à l'occasion des 100 ans de géologie de ce musée, ces collections ont été remises en valeur et sont aujourd'hui présentées dans un espace totalement rénové.

## Honneurs et distinctions
En 1882, Jules Gosselet reçoit la médaille Murchison de la Geological Society of London.
En 1913, il est élu au rang de membre non résident de l'Académie des sciences. La même année, le minéralogiste belge Jean Anten lui dédie un minéral : la gosseletite. C'est en fait un synonyme de viridine, variété d'andalousite riche en manganèse nommée ainsi par Gosselet lui-même en raison de sa couleur, d’après le latin viridis (vert).
Des rues portent son nom à Lille et Douai.

### Décorations
- Chevalier de la Légion d'honneur (1878)
- Officier de la Légion d'honneur (1895)

## Principales publications
- Sur les terrains primaires de la Belgique, des environs d'Avesnes et du Boulonnais. Suivi de propositions de Minéralogie, de Botanique et de Zoologie, Paris, L. Martinet, 1860 (lire en ligne)
- Les progrès de la géologie dans le Nord depuis dix ans, 1875 Texte en ligne disponible sur LillOnum
- Cours élémentaire de géologie : à l'usage de l'enseignement secondaire classique et de l'enseignement secondaire spécial, Paris, E. Belin et fils, 1887 (lire en ligne)
- L'Ardenne, Paris, Baudry et cie, 1888 (lire en ligne)
- Étude sur les travaux de Charles Lory, Bruxelles, Polleunis et Ceuterick, 1890 (lire en ligne)
- Mémoires de la Société géologique du Nord. Tome 04-1, Lille, Six-Horemans, 1894 Texte en ligne disponible sur LillOnum
- Notice sur les travaux scientifiques de M. J. Gosselet, Lille, Liégeois-Six, 1913 (lire en ligne)